# 2780 Monnig
2780 Monnig este un asteroid din centura principală, descoperit pe 28 februarie 1981, de Schelte Bus.